# 平野敏彦
平野 敏彦（ひらの・としひこ、1952年9月- ）は、日本の法学者（法哲学）。広島大学名誉教授。

## 略歴
- 1971年3月 - 兵庫県立尼崎北高等学校卒業
- 1976年3月 - 京都大学法学部卒業
- 1978年3月 - 京都大学大学院法学研究科博士前期課程修了 (法学修士)
- 1981年3月 - 京都大学大学院法学研究科博士後期課程単位取得退学
- 1981年4月 -  広島大学法学部助教授
- 1992年4月 - 広島大学法学部教授
- 1992年8月 - ドイツ・チュービンゲン大学で在外研究 (1993年6月まで)
- 2004年4月 - 広島大学大学院法務研究科教授(2018年3月まで)
- 2005年4月 - 放送大学広島学習センター客員教授 (2008年3月まで)
- 2008年4月 - 広島大学大学院法務研究科長 (2010年3月まで)
- 2013年4月 - 放送大学広島学習センター客員教授 (2018年3月まで)
- 2018年4月 - 広島大学名誉教授[1]

## 論文
- 「西ドイツにおける法学教育」(訳書) 廣島法学9巻4号99-109頁,1986年3月
- 「共同社会感情としての法感情」(訳書) 廣島法学10巻1・2号227-240頁,1986年8月
- 「法律学における構造思考と通常事例方法:F・ハフトの法律学的レトーリクから」 廣島法学10巻4号239-265頁,1987年3月
- 「James E. Herget & Stephen Wallace, The German Free Law Movement as the Source of American Legal Realism, 73 Va. L. Rev. 399-455 (1987)」(論文紹介) アメリカ法1988巻2号272-276頁,1989年3月
- 「レトリック研究の予備知識」 廣島法学15巻3号27-47頁,1992年1月
- 「キケロ『発見・構想論』におけるレトリックの構想」 廣島法学16巻1号207-249頁,1992年4月
- 「「法律学的レトリック」は何をできるか?」(訳書) 廣島法学19巻1号213-224頁,1995年7月
- 「「その他」並列「その他の」例示:法令用語釈義 その1」広島法科大学院論集9号87-115頁,2013年3月
- 「市民法大全(Corpus Iuris Civilis)と引照」 廣島法学37巻1号422-391頁,2013年6月
- 「憲法の条文見出し:法令用語釈義 その2」広島法科大学院論集10号65-99頁,2014年3月
- 「又は・若しくは・並びに・及び・かつ:法令用語釈義その3」広島法科大学院論集(木下正俊教授退職記念号)11号115-152頁,2015年3月
- 「場合・とき・時・であって…もの:法令用語釈義その4」 広島法科大学院論集12号99-146頁,2016年3月
- 「みなす・推定・準用・適用:法令用語釈義 その5」 広島法科大学院論集13号25-74頁,2017年3月
- 「をいう・という・含む・除く・限る:法令用語釈義 その6」 広島法科大学院論集14号21-66頁,2018年3月
- 「号と表:列記のかたち:法令用語釈義 その7」 広島法科大学院論集15号1-35頁,2019年3月